# Donario di Attalo

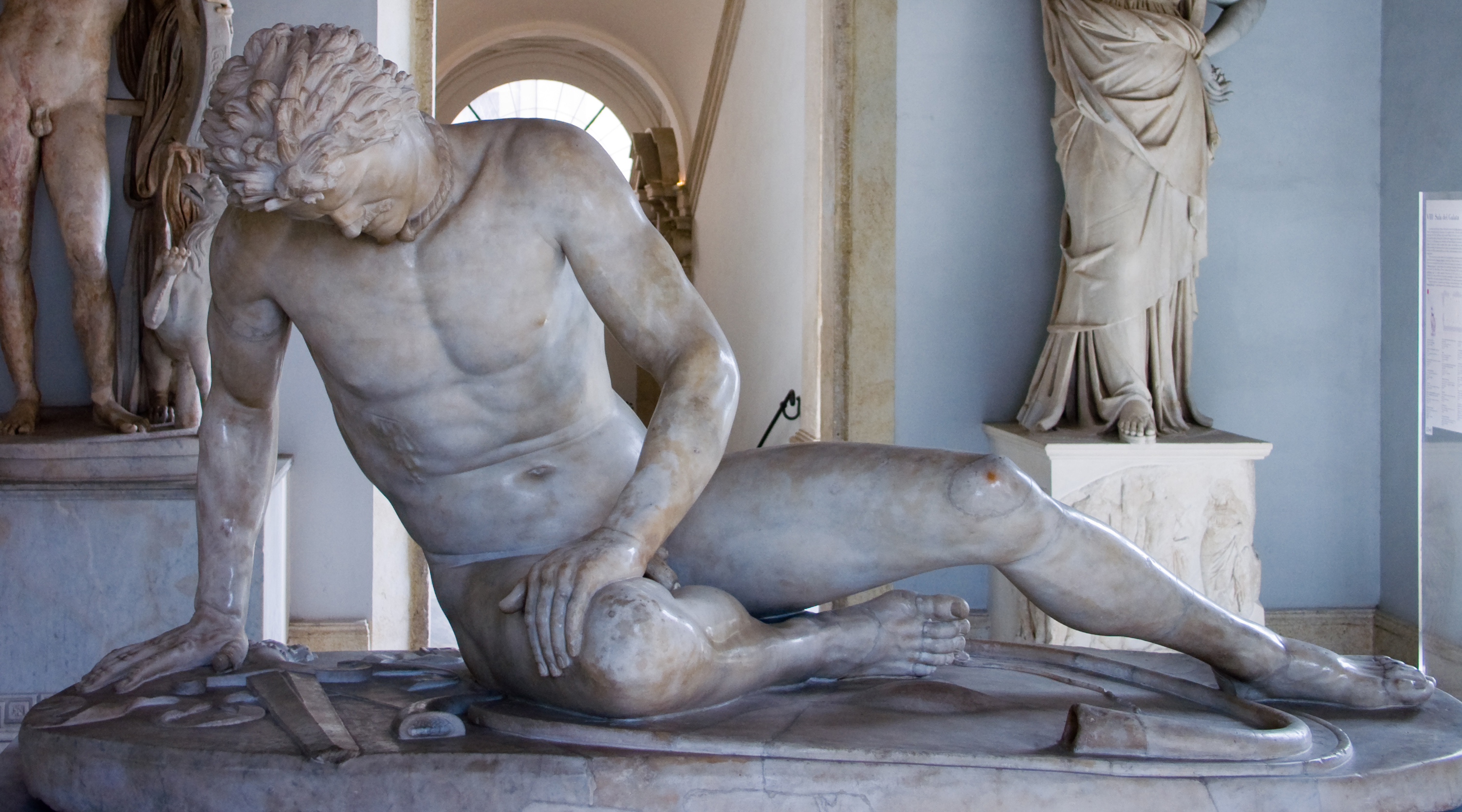
Il Galata morente, Musei Capitolini

Il Galata suicida (Ludovisi), Palazzo Altemps

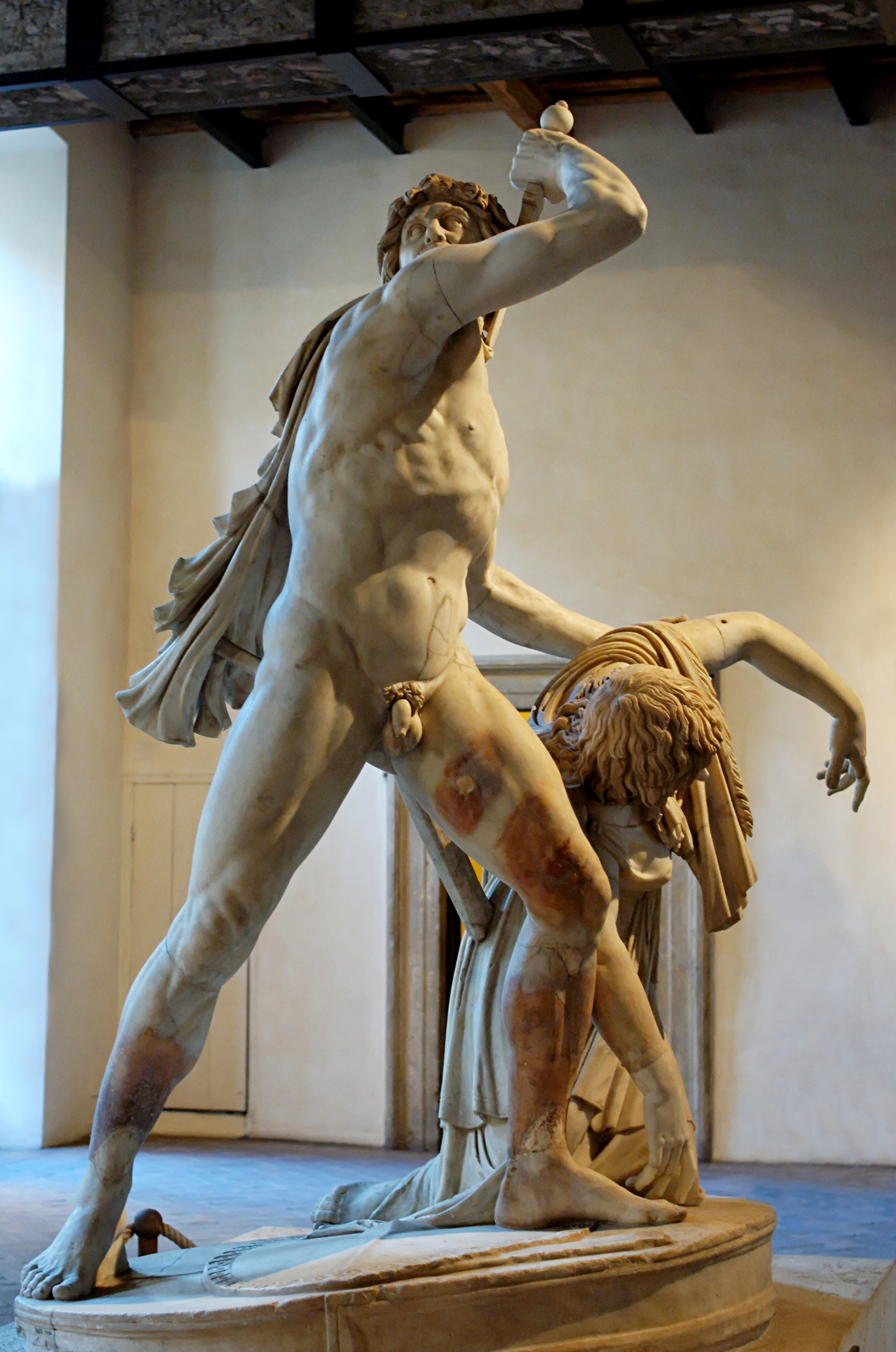
Il Galata Ludovisi, veduta laterale

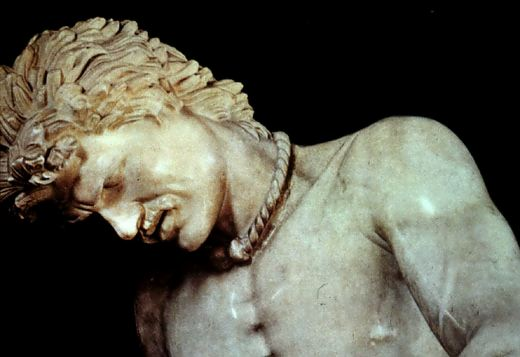
Dettaglio del Galata morente

Il Donario di Attalo era un monumento dell'antica Pergamo. Decorato da sculture in bronzo del caposcuola locale Epigono, tra cui il Galata morente e il Galata suicida, è oggi noto, solo in parte, grazie a copie marmoree di epoca romana.

## Storia e descrizione
Il donario celebrava la vittoria sulla tribù celtica dei Galati stanziata in Asia Minore e vicina al Regno di Pergamo. Essi, minacciando i vicini e richiedendo tributi, forti anche dell'alleanza col diadoco Antioco III, erano infine stati attaccati e sconfitti da re Attalo I nel 240 a.C., presso le fonti del Caico. I pergameni con tale vittoria, paragonata a quella degli Ateniesi sui Persiani, si garantirono notevoli conquiste territoriali e una rinnovata potenza nello scacchiere del Mediterraneo orientale. 
A ricordo dell'impresa venne fatto erigere, sull'acropoli di Pergamo, un donario, che si ipotizza essere stato formato da una base cilindrica sulla quale, sollevato di due/tre metri, si trovava un gruppo statuario. Sull'entità, forma e numero di queste statue si sono registrate varie ipotesi. Probabilmente erano in bronzo e rappresentavano i Galati vinti, con accenni patetici che ne esaltavano la grandezza e la dignità e quindi, di riflesso, la portata dell'impresa.
Probabilmente il Gallo Ludovisi, l'unico in piedi, si trovava al centro; egli regge la moglie appena uccisa che si accascia al suolo; le altre sculture giacenti o inginocchiate dovevano comporre una corona tutt'intorno.
Sicuramente del gruppo facevano parte il Galata suicida e il Galata morente, noti da copie romane marmoree rispettivamente a Palazzo Altemps e ai Musei Capitolini. In entrambe le statue, i protagonisti sono attentamente caratterizzati dal punto di vista etnico, con gli zigomi alti, le lunghe ciocche della capigliatura, i baffi e la collana torque al collo, testimoniando l'occhio analitico degli artisti di Pergamo. 

## Attribuzioni dubitative
Esistono altre sculture con simili accenti patetici, pose compatibili e alcuni dettagli simili (come il modo disegnativo di rappresentare il sangue che esce dalle ferite), ma che non posseggono le caratterizzazioni etniche delle altre, forse per desiderio del copista di usare fisionomie più genericamente "classiche". Tra queste statue dubitativamente accostate al donario di Attalo ci sono:
- Il Galata inginocchiato, al Louvre dalla Collezione Borghese
- Il Galata ferito, al Museo archeologico nazionale di Atene
- Il Soldato persiano dei Musei Vaticani
- Il Discobolo Capitolino, un pastiche che ingloba un busto del Discobolo di Mirone nella composizione di un guerriero suicida
- La testa di Gallo Chiaramonti, ai Musei Vaticani

## Galleria d'immagini

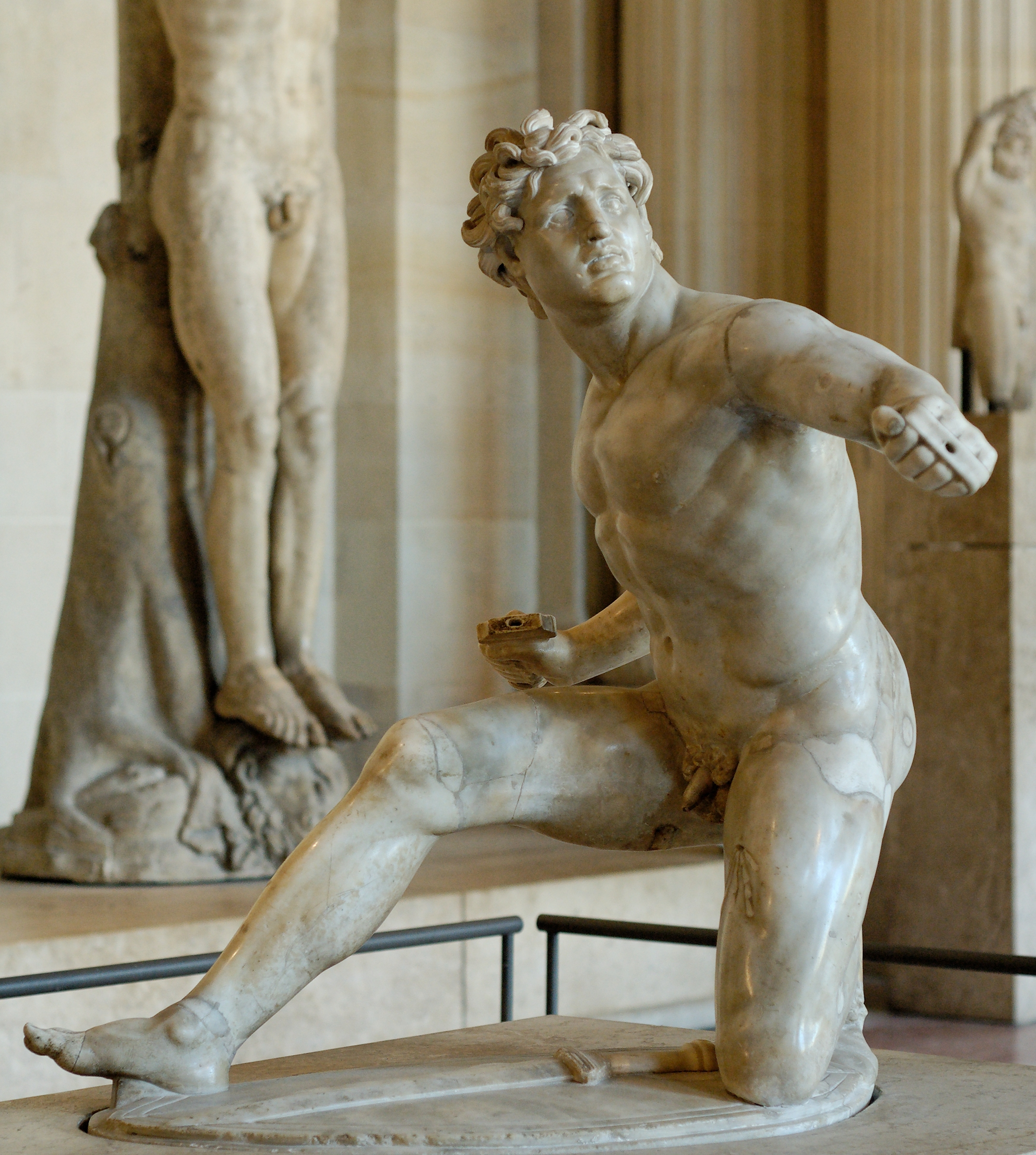
Galata inginocchiato, Louvre
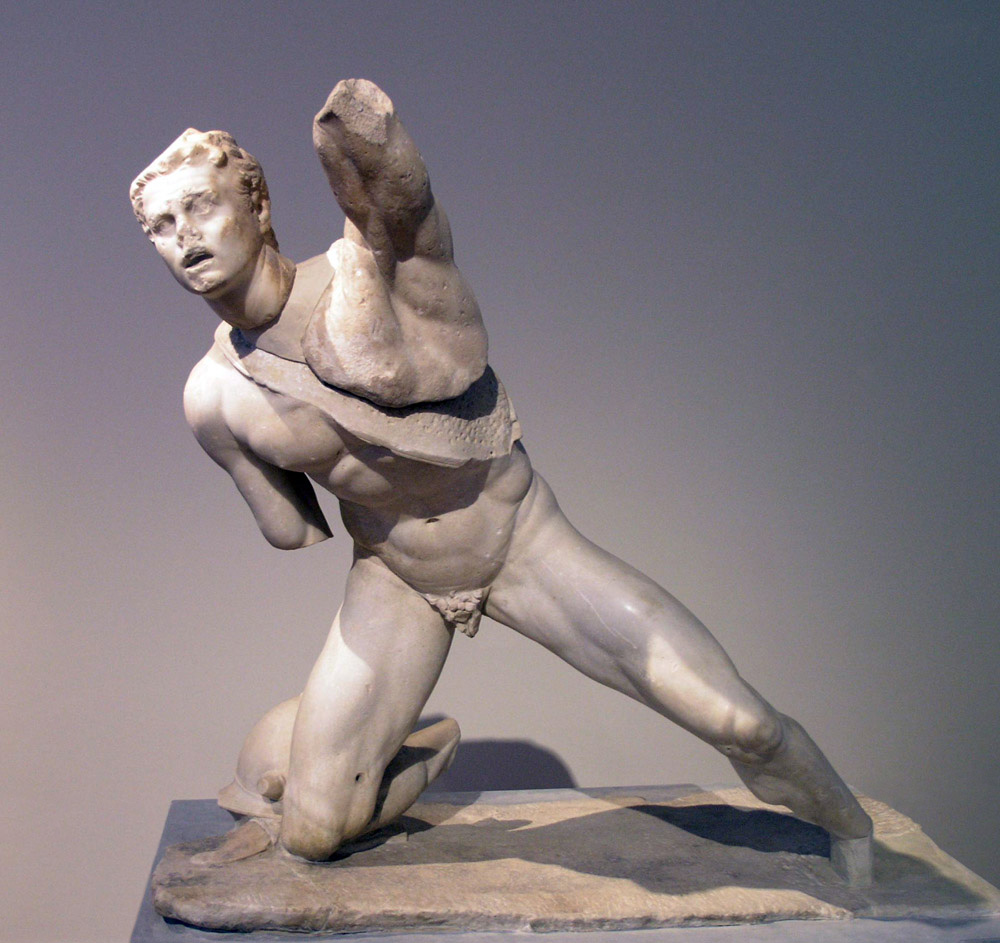
Galata ferito, Atene
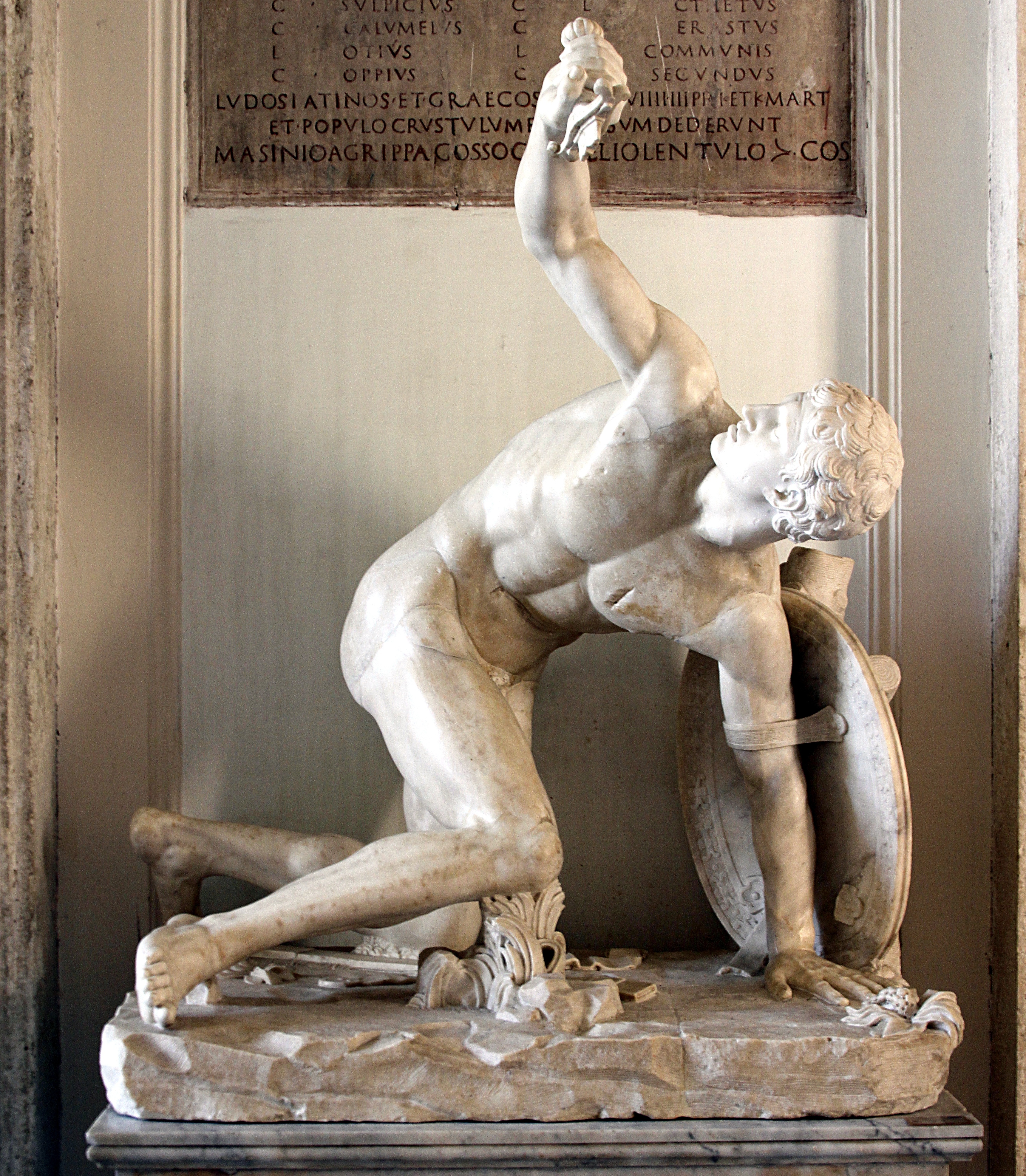
Discobolo Capitolino, Musei Capitolini
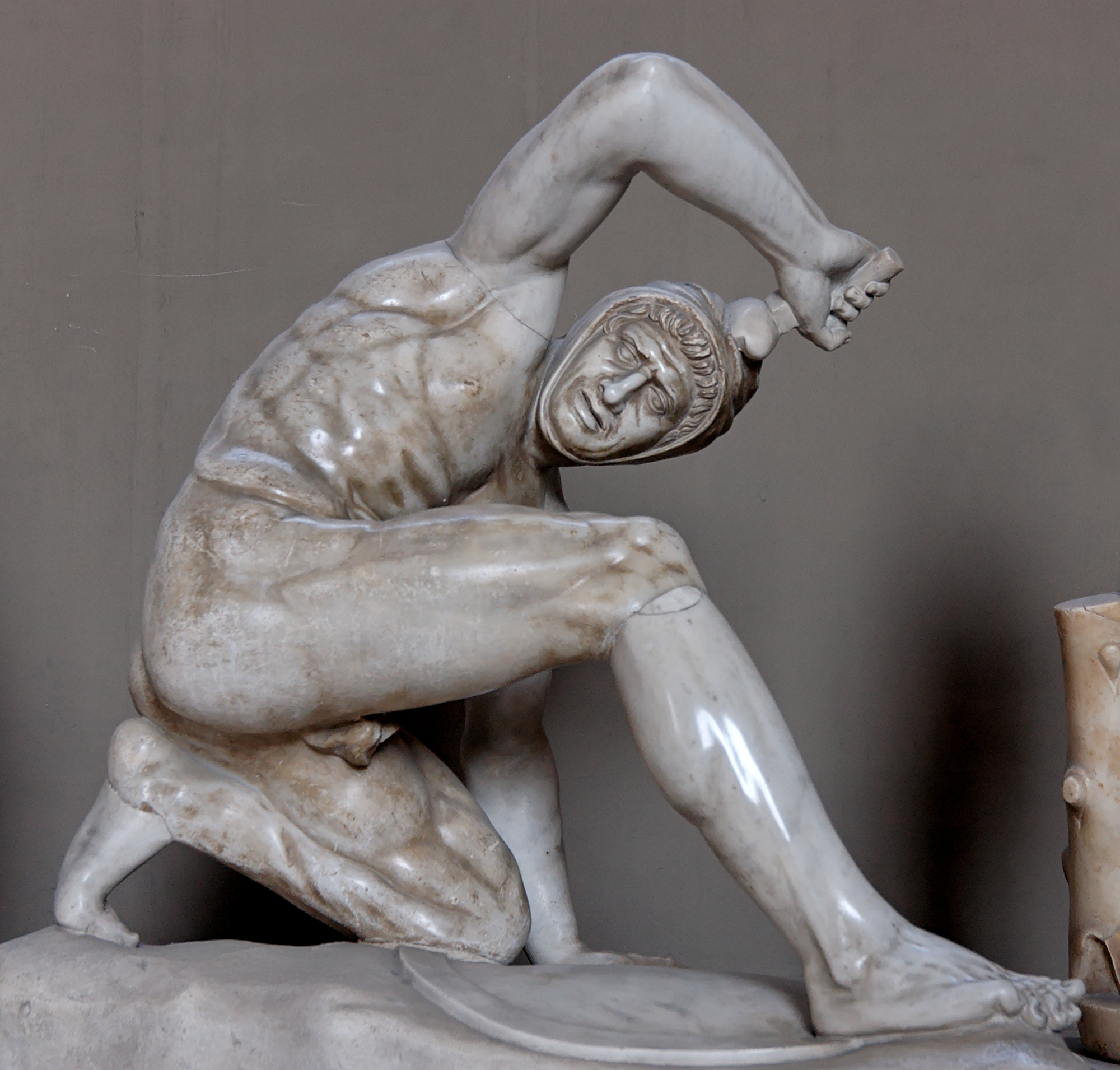
Soldato persiano, Musei Vaticani
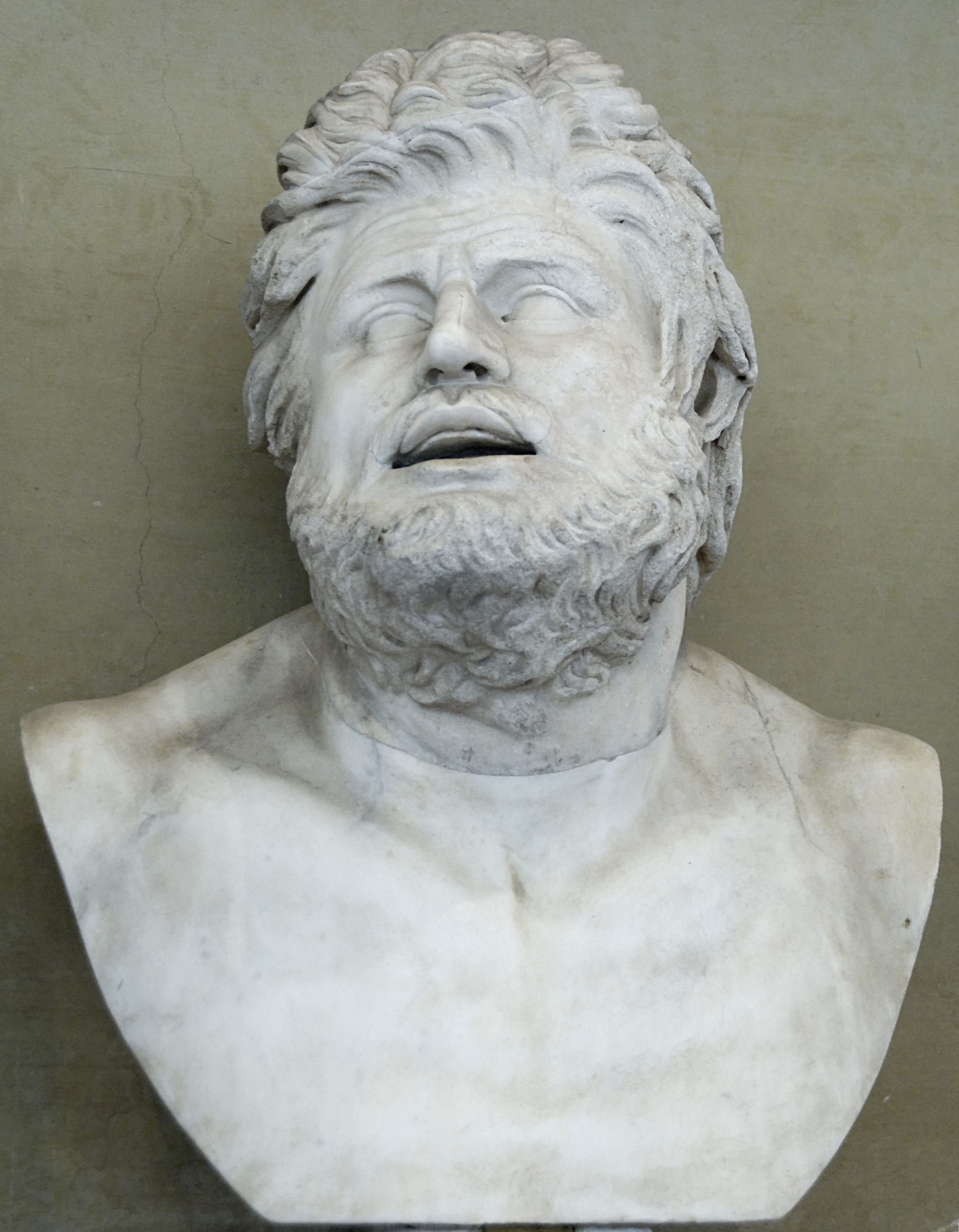
Testa di Gallo Chiaramonti, Musei Vaticani